# Jack Butland
Jack Butland (Bristol, Inglaterra, 10 de marzo de 1993) es un futbolista internacional inglés que juega de portero. Su equipo es el Rangers F. C. de la Scottish Premiership.
En enero de 2016 fue galardonado con el premio al mejor futbolista inglés sub-21 del año 2015.

## Trayectoria
Jack Butland se inició en la cantera del Birmingham City, siendo cedido al Cheltenham Town de League Two en la campaña 2011-12. Su gran temporada le permitió hacerse con la titularidad de la portería del Birmingham en Championship para la siguiente temporada.
De cara a la temporada 2013-14 se incorporó al Stoke City a cambio de 3'5 millones de libras. El 26 de septiembre fue cedido al Barnsley durante tres meses. Regresó al Stoke City, con el que jugó tres partidos de Premier League debido a las lesiones de Begovic y Sorensen en el mes de enero. Sin embargo, el 20 de febrero fue cedido al Leeds Utd hasta el final de la temporada.
El 20 de octubre de 2014 fue cedido, por tercera vez, al Derby County por un mes. A su regreso, se instauró como portero suplente de Asmir Begović. Con la marcha del guardameta bosnio en el verano de 2015, el cancerbero inglés pasó a ser el portero titular en Premier League. Su primera temporada como titular en el equipo rojiblanco le llevó a ser elegido como mejor jugador del equipo esa temporada.
En marzo de 2016 sufrió una grave lesión de tobillo que le apartó de los terrenos de juego por más de un año, ya que sufrió varias recaídas. En la temporada 2017-18 sufrió el descenso a Championship, aunque tras muchas especulaciones se quedó en el equipo rojiblanco.

## Selección nacional
Butland ha sido internacional en todas las categorías inferiores de la selección inglesa, en las que ha jugado más de 50 partidos. Fue el guardameta titular de la selección de Reino Unido en los JJ. OO. de Londres de 2012, donde jugó cuatro encuentros.
Fue convocado para la Eurocopa 2012, aunque no llegó a jugar. Su debut con la selección absoluta se produjo el 15 de agosto de 2012 en un amistoso ante Italia. En 2018 fue convocado para el Mundial de Rusia, aunque tampoco participó en ningún encuentro.

### Participaciones en Copas del Mundo
| Mundial                               | Sede     | Resultado        |
| ------------------------------------- | -------- | ---------------- |
| Copa Mundial de Fútbol Sub-20 de 2011 | Colombia | Octavos de final |
| Mundial 2018                          | Rusia    | Cuarto puesto    |

### Participaciones en Eurocopas
| Torneo        | Sede              | Resultado        |
| ------------- | ----------------- | ---------------- |
| Eurocopa 2012 | Polonia y Ucrania | Cuartos de final |

## Clubes
| Club                               | País       | Año       |
| ---------------------------------- | ---------- | --------- |
| Birmingham City F. C.              | Inglaterra | 2011-2013 |
| → Cheltenham Town (cedido)         | Inglaterra | 2011-2012 |
| Stoke City F. C.                   | Inglaterra | 2013-2020 |
| → Barnsley F. C. (cedido)          | Inglaterra | 2013      |
| → Leeds United F. C. (cedido)      | Inglaterra | 2014      |
| → Derby County F. C. (cedido)      | Inglaterra | 2014      |
| Crystal Palace F. C.               | Inglaterra | 2020-2023 |
| → Manchester United F. C. (cedido) | Inglaterra | 2023      |
| Rangers F. C.                      | Escocia    | 2023-     |

## Palmarés

### Títulos nacionales
| Título          | Club                    | País       | Año  |
| --------------- | ----------------------- | ---------- | ---- |
| Copa de la Liga | Manchester United F. C. | Inglaterra | 2023 |
| Copa de la Liga | Rangers F. C.           | Escocia    | 2024 |